# Gaetano Donizetti
Domenico Gaetano Maria Donizetti (Bergamo, 29. studenog 1797. – Bergamo, 8. travnja 1848.), talijanski skladatelj.
Umjetničku karijeru započeo je kao skladatelj simfonija, komornih i crkvenih djela. Kasnije se potpuno posvetio operi. U početku je pod Rossinijevim utjecajem, ali je ubrzo pronašao put do vlastite operne dramatike, pripravljajući pravac kojim će nastaviti Giuseppe Verdi. Od 1834. – 1839. profesor je na konzervatoriju u Napulju, a od 1839. u Parizu. Od 1842. dvorski je skladatelj i kapelnik u Beču.

## Djetinjstvo
Rođen je kao Domenico Gaetano Maria Donizetti 29. studenog 1797. u Bergamu, u skromnoj obitelji, kao peto od šestoro djece tkalca Andrea Donizettija i Domenice Nave. Njegov djed Izett, porijeklom Škot iz grofovije Perth, priključio se vojsci i postao zarobljenik generala la Hoche tijekom posljednje invazije na Irsku. Postavši generalov osobni tajnik, došao je u Italiju te oženivši se Talijankom, promijenio prezime u Donizetti. U sjećanje na djeda, Donizetti će kasnije skladati operu “Lucia di Lammermoor”, prema romanu književnika Sir Waltera Scotta.

## Otkriveni talent
Mladi Domenico primljen je 1806. u novoosnovanu glazbenu školu za siromašnu djecu Simone Mayra, koji je uvježbavao djecu za lokalni zbor.
Uskoro se ispostavilo da je Donizetti izrazito živahan i iznimno bistar učenik te je Mayr, prepoznavši veliku nadarenost, odlučio se osobno pobrinuti za njegovu poduku na klavikordu i u skladanju. Iako je otac htio da postane pravnik, ubrzo je uvidio da to nije njegov pravi poziv. Godine 1811. napisao je prvo djelo - “Il Piccolo compositore di Musica” (“Mali glazbeni skladatelj”) za školski koncert, uz pomoć i ispravke svog učitelja, doživotnog pratioca, uz kojeg su ga vezali osjećaji duboke ljubavi i poštovanja. S Mayrovom preporukom, koji se brinuo o troškovima njegovog uzdržavanja, mladi Gaetano je 1815. otišao u Bolognu dovršiti studije u Srednjoj glazbenoj školi pod paskom oca Stanislaoa Matteia, prijašnjeg Rossinijevog učitelja. Dvije godine je pohađao tečajeve franjevca, dobro poznatog skladatelja i profesora, neupitno primivši besprijekornu glazbenu izobrazbu unatoč činjenici da se s njim nikad nije zbližio, zahvaljujući fratrovoj razdražljivoj, suzdržanoj naravi. 

## Karijera
U zadnjim mjesecima 1817. vratio se u Bergamo, gdje je isprva radio kao arhivist u knjižnici kapele Svete Marie Maggiore. Zahvaljujući potpori Mayra gotovo trenutačno je dobio na potpis ugovor o četiri opere za impresarija Zanclea, organizatora tamošnjih koncertnih i kazališnih priredaba. Njegova prva opera je bio “Enrico di Borgogna” (“Enrico Burbonski”), postavljena u Veneciji 1818., da bi 1819. uslijedila “ Il falegname di Livonia” (“Livonijski stolar”); i jedno i drugo djelo je polučilo veliki uspjeh, te se u njima, što je tada bilo neizbježno, mogao osjetiti Rossinijev utjecaj. Donizettijev stvaralački rad tada tekao je poprilično glatko zahvaljujući činjenici, kako i on sam kaže, da je uspio izbjeći vojnu službu. Marianna Pezzoli Grattaroli, bogata građanka Bergama, bila je toliko očarana mladićevim izvanrednim talentom da je uspjela novčano ishoditi njegov izuzetak od služenja vojnog roka. 1822. predstavio je operu “Chiara e Serafina” u La Scali - kao rezultat neuspjeha ove opere vrata velike milanske operne kuće bila su za njega zatvorena dugih osam godina.
Njegov prvi značajni operni debi ukazao se kad je Mayr odbio preuzeti rad na novoj operi te uspio nagovoriti organizatore da je predaju u ruke Donizettiju. Rezultat toga je bila “Zoraida di Granata”, predstavljena 1822. u rimskom “Teatro Argentina”, gdje je oduševljeno primljena kod poprilično izbirljive publike. Slavni kazališni impresario Domenico Barbaja, koji se u karijeri obogatio na djelima Rossinija, Bellinija, Pacinija i mnogih drugih, zamolio ga je da napiše poluozbiljnu operu za kazalište San Carlo u Napulju. Djelo, “La Zingara” (“Ciganka”), postavljeno je iste godine i bilo je golem uspjeh. Ovaj trenutak je označio početak briljantne karijere u operi. Za razliku od Rossinija i Bellinija, te kasnije Verdija, koji su bili sposobni upravljati svojim radom, Donizetti je stvarao u žurbi, ne donoseći oprezne odluke, slijedivši i prihvativši pomamni, stresni ritam i uvjete tadašnjeg kazališnog života.
Tako nam je na kraju ne odveć dugog životnog vijeka, neumorni skladatelj stavio oko 70 opera: ozbiljne i poluozbiljne opere, komične opere, farse, grands-opere i opere-comiques. Sve one naprosto plijene bogatom melodijskom invencijom te jednostavnim, besprijekornim harmonijskim stilom. Svemu ovome mora se pridodati i 29 kantata za pratnju s orkestrom ili na klaviru, različite skladbe religioznog karaktera (uključujući i dva rekvijema u spomen na Bellinija i Zingarellija te oratorije “Il Diluvio Universale” (“Opći potop”) i “Le Sette Chiese”(“Sedam crkava”), 15 simfonija, više od 250 tekstova za pjevačku izvedbu jednog ili više glasova, glasovirska djela i oko 80 djela komorne glazbe, uključujući 19 kvarteta koja svjedoče o utjecaju velikih bečkih klasičara - Mozarta i Haydna, koja je upoznao u iscrpnim analizama svojih dvaju mentora, Mayra i Matteia.
Susretljiv prema zahtjevima publike i impresarija, bio je optužen, naročito od strane francuskih kritičara (među kojima je prvi bio Hector Berlioz, oštro ga napavši u časopisu “Journal des Débats”) za “nemarnost i ponavljanje”.
Njegovoj nevjerojatnoj snazi stvaralaštva doprinijela je zasigurno želja za zaradom u vremenu kada skladatelji nisu primali tolike počasti kao danas, nego praktično zarađivali ništa više od svote koja je bila određena ugovorom. Vještina i profesionalnost koju je stekao tijekom rada s Mayrom, izbavila ga je od srozavanja na neprihvatljivu umjetničku razinu. Njegovu kreativnu volju i stvaralaštvo nisu nikad sputavali niti poštovanje rokova, već naprotiv ih poticali i gonili naprijed, stalno ga držeći u neizvjesnosti. 
Tako je npr. 1827., potpisao ugovor s Barbajom za ni više, ni manje nego izvođenje 12 opera u Napulju, tijekom tri godine.
Prvi pravi uspjeh ostvario je 1830. s libretistom Feliceom Romanijem i operom “Anna Bolena”, prikazanoj u milanskom “Teatro Carcano”, te u razmaku od samo pet mjeseci u Parizu i Londonu.
Iako se mislilo da će ga uspjeh i međunarodna karijera na pomolu primorati da uspori, nastavio je raditi nevjerojatnom brzinom: pet opera za manje od godinu dana, prije nego što je došao još jedan ključan trenutak u njegovoj karijeri - komično remekdjelo “L'Elisir d'Amore”(“Ljubavni napitak”), koje zapravo ima sve značajke Donizettijeve glazbe: romantizam, šaljivost i blisku vezu s pučkim igrokazom.
Napisano u manje od mjesec dana, opet u suradnji s Romanijem, prikazano je uz ogroman uspjeh u milanskom “Teatro della Cannobbiano” 1832. Zaplet djela slijedi Rossinijevsku, tradicionalnu liniju u kojoj spletkarski staratelji pokušavaju oženiti svoje štićenice, zaljubljene u heroja kojeg pjeva tenor (u to je vrijeme ulogu heroja u talijanskoj operi bez iznimke pjevao tenor), kao i kasnije u operi “Don Pasquale”. Ugođaj tih djela nije toliko mahnit, nego više liričan i nježan, dok je smijeh osjećajan, a ne osvetoljubiv.
U Rimu 1833. prikazao je “Il furioso all'isola di San Domingo” (“Bijesan na otok San Domingo”) i u milanskoj “La Scali”  “Lucrezia Borgia”, koju je publika i kritika hvalila kao novo remekdjelo.
Sljedeće godine je potpisao ugovor redovitog skladanja jedne ozbiljne opere na godinu za “San Carlo” u Napulju. Prva u nizu trebala je biti “Maria Stuarda”(“Marija Stuart”), no libreto, napisan po uzoru na Schillerovu dobro poznatu dramu, bio je obustavljen od cenzora zbog krvoločnog kraja (napuljski cenzori bili su poznati po svojim zahtjevima na samo “sretnim završecima”). U samo 10 dana Donizetti je prilagodio glazbu za drugi tekst, “Buondelmonte”, koji je slabo primljen kod publike. Neprilike oko opere tu nisu stale: “Maria Stuarda”, prikazana u originalnoj verziju u “La Scali” 1835. završila je kao totalni fijasko zahvaljujući pretjeranom samopouzdanju primadone Marie Malibran i njenom prikrivenom lošem zdravstvenom stanju.
Unatoč ovom ozbiljnom neuspjehu, uz Rossinijevo dobrovoljno povlačenje iz svijeta opere 1829. i Bellinijevu preranu, neočekivanu smrt 1835., Donizetti je uživao u razdoblju neosporne slave jer je bio jedini preostali veliki predstavnik talijanske opere.
Rossini mu je pomogao ući u svijet pariških pozornica (i samim time mu omogućio zaradu pozamašnih svota, koje ne bi mogao imati u Italiji, kako i sam kaže « 2000 zlatnih dukata u 3 mjeseca »), pozvavši ga 1835. da francuskoj prijestolnici sklada operu “Marin Faliero”. Iste godine je u Napulju ostvario izniman uspjeh s operom “Lucia di Lammermoor”, po libretu Salvatorea Cammarana. On je zauzeo mjesto Romanija, najvažnijeg libretiste u razdoblju romantizma, koji je dotad već surađivao s Mercadenteom i Pacinijem, da bi poslije napisao četiri libreta za Verdija, uključujući opere “Luisa Miller” i “Trubadur”.
1836. njegov “Belisario” bio je premijerno prikazan u novoizgrađenoj opernoj kući “La Fenice“ u Veneciji, potpuno uništenoj nekoliko godina prije u požaru. U Napulju su premijerno izvedene šarmantno komične opere “Il Campanello”(“Zvonce) i “Betly” (po libretima koje je sam napisao i koja otkrivaju određeni literarni talent i izražen ukus za parodiju). Nakon ovih djela uskoro je uslijedila opera “L'assedio di Calais”(“Opsada Calaisa”), začeta, kako nam i sam Donizetti kaže, “u skladu s francuskim ukusom”, zadnja u kojoj poštuje tradiciju glavne muške uloge. 
Iako je pretrpio niz obiteljskih tragedija, njegov stvaralački rad se nastavio u ludom ritmu. Između 1836. i 1837. izgubio je svoje roditelje, kćer i svoju voljenu suprugu Virginiju Vasselli pri porođaju, s kojom se oženio 1828. Kćer poznatog rimskog odvjetnika, rodila je Donizettiju troje djece koja su umrla kao mališani. Donizetti, duboko vezan za suprugu, bio je shrvan tugom i melankolijom u nadolazećim godinama.
Negdje u isto vrijeme skladao je opere “Pia de' Tolomei” za Veneciju i “Roberto Devereux” za Napulj, dok je 1838. njegov “Poliuto” zabranjen od napuljskih cenzora jer je prikazivao mučeništvo sveca, izveden je tek 1848. nakon Donizettijeve smrti.
Gorko razočaran time što nije uspio naslijediti Nicola Antonia Zingarellija kao šefa glazbenog konzervatorija (odbijen u korist “istinskog Napolitanca” Mercadentea), u listopadu 1838. odlučio je napustiti Napulj, smjestivši se u Parizu gdje je skladao operu “Il Duca di Alba” (“Albionski vojvoda”- prikazan nakon njegove smrti 1882., kad je komisija na čelu s Ponchiellijem dala odobrenje) pripremajući francusku verziju “Poliuta”, prvi put izvedenu 1840. pod naslovom “Les Martrys” (“Mučenik”).
Uspostavio je bliski radni odnos s kazališnim kućama “Opéra-Comique”, “Opéra” i  “Théâtre des Italiens”, još jednom dokazujući kako se veoma lako mogao prilagoditi ukusima različitih publika.
Godine 1840. skladao je opere “La Figlia del Reggimento” (“Kći pukovnije”) i “Favorita” (“Favoritkinja”). Određeni Sir Charles Halle sreo ga je iste godine u Parizu, te ga opisao kao "izrazito ljubaznog i suvremenog džentlemena, elegantnog poput njegove glazbe". Uz taj događaj veže se i jedna anegdota. Priupitavši jednom Donizettija da li je zaista Rossini skladao "Seviljskog brijača" za samo dva tjedna, ovaj mu je odgovorio: 
Skladavši 1841. operu jednočinku naslovljenu “Rita” (izvedena postumno 1860.). odlučio se preseliti u Milano. Jednom kad je imao priliku prisustvovati generalnoj probi Verdijeva “Nabucca” 1842., iznimno impresioniran operom, odlučio je posjetiti i upoznati mladog skladatelja, glavnog direktora talijanske glazbene sezone u Beču. Iste godine, na poziv samog Verdija, preuzeo je vođenje prve talijanske izvedbe Rossinijeve “Stabat Mater". Rossini je pokušao nagovoriti Donizettija da prihvati važnu poziciju maestro di cappella u San Petroniju; Donizetti nije prihvatio, jer je ciljao na prestižnije i bolje plaćeno mjesto kapellmeistera dvora u Habsburgu. 
1842. predstavio je operu “Linda di Chamonix” u Beču, polučivši veliki uspjeh i zadobivši časti dvora koji mu je ponudio žuđeno mjesto i zavidan ugovor s polovicom godine slobodnog dopusta. Tako je mogao nesmetano nastaviti opernu karijeru.
Slijedile su opere “Don Pasquale” (Pariz, 1843.), “Caterina Cornaro” (Napulj, 1844.), “Maria di Rohan” (Beč, 1843.) i “Don Sebastiano” (Pariz, 1843.).

## Posljednje godine života
Tijekom uvježbavanja “Don Sebastiana” svi su bili iznenađeni Donizettijevim apsurdnim, ekstravagantnim ponašanjem. Često je gubio pamćenje, te iako uvijek smatran za neobično ljubaznog, duhovitog i osjećajnog čovjeka, izgledalo je kako sve češće postaje zlovoljan. Kao da i sam osjeća…
Mnogo godina prije Donizetti je imao sifilis mišića (njegovi posmrtni nalazi pokazali su degenerativno oboljenje živčane moždine sifilisnog porijekla) te je krajem 1845. doživio ozbiljan napad cerebralne paralize, uzrokovan zadnjim stadijem opake bolesti, pokazujući simptome mentalne bolesti, koje je znao i prije iskazivati. Dana 28. siječnja njegov brat Giuseppe poslao mu je iz Konstatinopola nećaka Andreu, zabrinutog u prvom redu za stričevo nasljedstvo. Čuvši što mu se dogodilo, savjetovao se s liječnicima. Na nagovor Rossinija, koji je tobože htio da mu pomogne napisati novu operu, Donizetti je došao u Pariz, da bi zatim bio smješten u obližnjoj klinici za mentalne bolesti Ivry, gdje je ostao 17 mjeseci. Njegova pisma napisana za prvih dana u klinici otkrivaju očajničke pozive u pomoć genijalnog uma koji je već tada bio beznadno zbunjen. Nakon prijetnji diplomatskim incidentom, jer je Donizetti bio građanin Habsburške monarhije i miljenik Ferdinanda I. Habsburškog, skladateljev nećak je uspio dobiti dozvolu da ga odvede natrag u Bergamo 6. listopada 1847.
Dotada je Donizetti već bio potpuno paraliziran, sposoban tek promrmljati nekoliko besmislenih riječi. Bio je zbrinut kod prijatelja koji su ga s ljubavlju njegovali. Barunica Giovannina Basoni Scotti provela je mnogo vremena s njim uz klavir, u pokušaju da dobije nekakvu emocionalnu reakciju od maestra, ali uzalud. Renomirani tenor Giovani Battista Rubini često ga je posjećivao i pjevao mu s barunicom duet «Verranno a te sullaure» iz «Lucije di Lammermoor». No, bolest je Donizettija već ostavila mentalno nesposobnog. 

## Smrt
U poslijepodnevnim satima 8. travnja 1848. Donizetti umire. Pogreb mu je održan tri dana kasnije, na dan kad su u Lombardiju prodrle trupe iz Pijemonta, označavajući početak rata za nezavisnost. Prije pogreba doktor je ukrao njegovu lubanju, kasnije nađenu u nekog mesara koji ju je koristio kao zdjelicu za sitniš. Donizetti je pokopan u kapelici plemićke obitelji Pezzoli, na groblju «Citt Alta» u Valtesseu. Kasnije, talijanski kralj Vittorio Emanuele II. izdao je dekret kojim je dopustio da se Donizzetijevo tijelo pokopa uz tijelo njegovog dragog mentora Mayra u Bazilici Svete Marie Maggiore, gdje leži i danas. Operna kuća u Bergamu danas nosi njegovo ime. 